# Chester Simmons
Chester „Tre” Simmons III (ur. 24 lipca 1982 w Seattle) – amerykański koszykarz występujący na pozycjach rzucającego obrońcy lub niskiego skrzydłowego.
Przez kilka lat występował w letniej lidze NBA. Reprezentował Atlantę Hawks (2005), Phoenix Suns (2006), New York Knicks (2007).

## Osiągnięcia
Na podstawie, o ile nie zaznaczono inaczej.
NCAA
- Uczestnik rozgrywek:
  - Sweet 16 turnieju NCAA (2005)
  - turnieju NCAA (2004, 2005)
- Zaliczony do I składu:
  - Pac 10 (2005)
  - turnieju Pac-10 (2005)

Klubowe
- Mistrz:
  - EuroChallenge (2013)
  - Izraela (2008, 2009)
  - Czech (2011, 2012, 2014, 2015)
- Brąz ligi izraelskiej (2010)
- Zdobywca:
  - pucharu:
    - Czech (2011, 2012, 2014)
    - Rosji (2013)

  - Superpucharu Izraela (pucharu ligi izraelskiej – 2009)

Indywidualne
- MVP:
  - EuroChallenge Final Four (2013)
  - Superpucharu Izraela (2009)
  - miesiąca VTB (grudzień 2011)
  - kolejki VTB (6 – 2012/2013)
- Uczestnik meczu gwiazd:
  - ligi czeskiej (2011)
  - PLK vs NBL (2014)
- Zwycięzca konkursu rzutów za 3 PLK podczas meczu gwiazd PLK vs NBL (2014)
- Lider ligi:
  - izraelskiej w skuteczności rzutów wolnych (90,4% – 2007)
  - włoskiej w zbiórkach (9,3 – 2020)[4]